# Teatro de Taormina
El teatro de Taormina, también conocido como teatro griego o greco-romano de Taormina, es un antiguo teatro griego, ubicado en la localidad siciliana de Taormina, en Italia. Esta edificación se encuentra instalada en una zona privilegiada, ya que desde ella se puede contemplar de manera espectacular la localidad de Giardini-Naxos y el volcán Etna.

## Descripción
Se construyó en la época helenística y se reconstruyó casi en su totalidad en los tiempos de la dominación romana. Fue en esa época cuando el recinto se utilizó para la práctica de la lucha de gladiadores.
El teatro consta de nueve secciones, y está rodeado por un doble pórtico. Originalmente tenía una capacidad para unos 5000 espectadores y 109 metros de diámetro. Todavía se mantienen en pie algunas de las columnas de orden corintio que se alzaban en el muro situado tras el escenario.
En el teatro se celebra el Festival de Cine de Taormina junto con diferentes actuaciones artísticas y musicales.